# Nonea longiflora
Nonea longiflora är en strävbladig växtart som beskrevs av Richard von Wettstein och Otto Stapf. Nonea longiflora ingår i släktet nonneor, och familjen strävbladiga växter. Inga underarter finns listade i Catalogue of Life.